# Narodni park Udawalawe
Narodni park Udawalawe leži na meji pokrajin Sabaragamuwa in Uva na Šrilanki. Ustanovljen je bil, da bi zagotovil zatočišče za divje živali, razseljene z izgradnjo zbiralnika Udawalawe na reki Walawe, ter za zaščito povodja zbiralnika. Rezervat pokriva 30.821 hektarjev površine in je bil ustanovljen 30. junija 1972.  Pred imenovanjem kot narodni park je bilo območje uporabljeno za selilno poljedelstvo. Kmete so postopoma odstranili, ko je bil prijavljen narodni park. Park je 165 kilometrov oddaljen od Kolomba. Udawalawe je pomemben habitat za vodne ptice in šrilanške slone (Elephas maximus maximus). To je priljubljena turistična destinacija in tretji najbolj obiskani park v državi. 

## Fizične lastnosti
Udawalawe leži na meji med mokro in suho cono Šrilanke. V topografiji prevladujejo ravnice, čeprav obstajajo tudi nekatera gorska območja. Območje Kalthota in slapovi Diyawini so na severu parka, tu sta tudi izdanka Bambaragala in Reminikotha. Park ima okoli 1500 mm padavin na leto, večinoma pa med oktobrom in januarjem ter marcem do majem. Povprečna letna temperatura je približno 27-28 ° C, medtem ko relativna vlažnost znaša od 70% do 82%. Dobro izsušena rdečkastorjava tla so prevladujoč tip tal, s slabo dreniranimi plitvimi humuznimi sivimi tlemi, ki se nahajajo v dolinah. V glavnem aluvialna tla tvorijo dno vodnih tokov.

### Jez Udawalawe
Jez Udawalawe ustvarja velik namakalni zbiralnik v Udawalawi, v južni pokrajini Šrilanke. Jez je sestavljen iz nasipa in gravitacijskega dela, ki združuje celotno dolžino jezu na približno 3,9 km. Jez se uporablja tudi za proizvodnjo električne energije iz hidroelektrarne, ki napaja tri enote z močjo 2 MW, ki so začele delovati aprila 1969. 
Raven vode v zbiralniku nadzira pet prelivnih vrat, ki se nahajajo na vzhodnem koncu jezu, z dvema dodatnima prelivnicama, ki so bolj usmerjena proti središču jezu. Zbiralnik meri približno 8,6 km v dolžino in največ 7 km v širino.

## Ekologija
Habitat, ki obkroža zbiralnik, sestavlja močvirje, reka Walawe in njeni pritoki, gozdovi in travniki. Mrtva drevesa, ki stojijo v zbiralniku, so vizualni opomniki o obsegu gozdnega pokrova pred izgradnjo jezu Udawalawe. V zbiralniku se pojavljajo zelene alge, vključno s Pediastrum in Scenedesmus spp. ter modrozelene alge, kot je Microsystis. Območja odprtih travnikov so obsežna zaradi nekdanjega načina kmetovanja. Tukaj je nasad tika, ki presega južno mejo, pod jezom, ki je bil zasajen pred ustanovitvijo parka. Vrste iz parka obsegajo 94 vrst rastlin,  21 rib, 12 dvoživk, 33 plazilcev, 184 ptic (33 selivk) in 43 sesalcev. Poleg tega je med vrstami nevretenčarjev v Udawalawi najdenih 135 vrst metuljev.

## Rastlinstvo
Hopea cordifolia, Memecylon petiolatum, Erythroxylon zeylanicum in Jasminum angustifolium so endemične cvetne vrste, zabeležene iz parka. Hopea cordifolia se nahaja ob reki skupaj s Terminalia arjuna. Gvinejska trava Megathyrsus maximus in rdečelistna Imperata cylindrica sta pomemben vir hrane za slone. Cejlonski saten Chloroxylon swietenia, Berrya cordifolia, cejlonski ebenovec Diospyros ebenum, broščevka Adina cordifolia, konopljika Vitex pinnata, cejlonski hrast Schleichera oleosa in ebenovec Diospyros ovalifolia so pogosta najvišja drevesa. Mirobalanovec Terminalia bellirica in indijska kosmulja Phyllanthus emblica sta rastlini pomembni v medicini (ajurvedi) najdeni v gozdu. Vrsta limonske trave Cymbopogon confertiflorus in slezenovka Grewia tiliifolia sta pogosti na traviščih.

## Živalstvo

### Sesalci
Udawalawe je pomemben habitat za šrilanške slone, ki jih je odprtih habitatih razmeroma težko videti. Parku zaradi zbiralnika privlači veliko slonov, čredo okoli 250 osebkov, za katere  verjamejo, da so stalni prebivalci. Prehodni dom Udawalawe Elephant Transit Home je bil ustanovljen leta 1995 z namenom, da skrbi za zapuščene mladiče. Skupaj devet mladičev, dvakrat v letih 1998 in 2000, z osmimi v letu 2002, je bilo spuščenih v parku, ko so bili dovolj stari, da bi se sami preživeli.
Rjasto pikasta mačka (Prionailurus rubiginosus), Ribiška tigrasta mačka (Prionailurus viverrinus) in šrilanski leopard (Panthera pardus kotiya) so iz družine mačk (Felidae), prisotna v Udawalawi. Šrilanški medved (Melursus ursinus inornatus) je zaradi svoje redkosti težko opazen. Med drugimi vrstami sesalcev so šrilanški sambarski jelen (Rusa unicolor unicolor), šrilanški pikčasti jelen (Axis axis ceylonensis), indijski muntjac (Muntiacus muntjak), jelen  Moschiola meminna, divja svinja in vodni bivol (Bubalus bubalis). Zlati šakal (Canis aureus), azijska palmova cibetovka (Paradoxurus hermaphroditus), cejlonski makak (Macaca sinica), hunaman ali sveti langur (Semnopithecus antellus) in indijski zajček (Lepus nigricollis) tudi živijo v parku. Študija izvedena leta 1989 je pokazala, da v gozdu Udawalave živi veliko število zlatih palmovih cibetovk. V parku smo zabeležili tudi pet vrst miši. Endemična cejlonska miš (Mus fernandoni), znano iz narodnega parka Yala, je bila zabeležena leta 1989 tudi v Udawalawu. Tu so zabeležene tudi indijske grmovne podgane (Golunda ellioti) in tri vrste mungov.

### Ptice
Udawalawe je tudi dobra lokacija za opazovanje ptic. Endemiti, kot so šrilanki fazan (Galloperdix bicalcarata), rdečeglava malkoha (Phaenicophaeus pyrrhocephalus), šrilanški sivi kljunorožec (Ocyceros gingalensis), pevec (Pellorneum fuscocapillus) in šrilanški divji petelin (Gallus lafayettii) so med gnezdilkami. Bela pastirica in črnokapi vodomec (Halcyon pileata) so redke selivke. Različne vodne ptice obiščejo zbiralnik, med njimi kormorani, sivi pelikan (Pelecanus philippensis), indijski špranjekljun (Anastomus oscitans), poslikana štorklja (Mycteria leucocephala), črnoglavi ibis (Threskiornis melanocephalus) in žličarka (Platalea leucorodia).
Park privablja ujede, kot so beloprsi jezerec (Haliaeetus leucogaster), kačji kragulj (Spilornis cheela), sivoglavi ribji orel (Haliaeetus ichthyaetus), Mali orel in orel Nisaetus cirrhatus. Kopenske ptice so številčne: indijske zlatovranke (Coracias benghalensis), pav (Pavo cristatus), manjši pisan kljunorožec  (Anthracoceros coronatus) in jakobinska kukavica (Clamator jacobinus) .

### Plazilci in ribe
V parku živijo orientalski vrtni kuščarji (Calotes versicolor), agama šrilanški krvoses (Calotes ceylonensis), močvirski krokodil (Crocodylus palustris), varan Varanus salvator, bengalski varan (Varanus bengalensis) in 30 vrst kač. Garra ceylonensis je endemična vrsta rib zabeležena v parku. Uvedene tilapije Oreochromis spp., orjaški gurami (Osphronemus goramy), catla ali indijski krap (Gibelion catla) in rohu (Labeo rohita) so pomembne ribje vrste, ki jih najdemo v zbiralniku.

## Zaščita
Čiščenje naravnih gozdov in zasaditev monokultur, kot sta bor in evkalipt, povzročajo znižanje vodostaja v reki Walawe. Poseganje človeških naselij, divji lov, nezakonita sečnja, pridobivanje draguljev, prekomerna paša in kmetovanje so glavna grožnja parku. Spreminjavka Lantana camara in listopadno drevo Phyllanthus polyphyllus sta invazivni rastlini, ki vplivata na prehranske rastline slonov. Poročali so o slonih, ki so jih ustrelili z nezakonitimi puškami. 

## Turizem
Od leta 1994 do 2001 je park obiskalo 423.000 ljudi, od tega 20% tujcev. Povprečni letni prihodki za obdobje 1998-2001 so znašali 280.000 USD $. Poštne znamke, ki vsebujejo slike štirih divjih živali iz Udawalave (vodni bivol, šrilanški slon, mungo in langur), so bile izdane 31. oktobra 2007 v seriji »Nacionalni parki Šrilanke« .